# Marco Pozzo
Marco Pozzo (Candelo, 5 settembre 1857 – Biella, 19 agosto 1934) è stato un avvocato e politico italiano.